# 藤古川

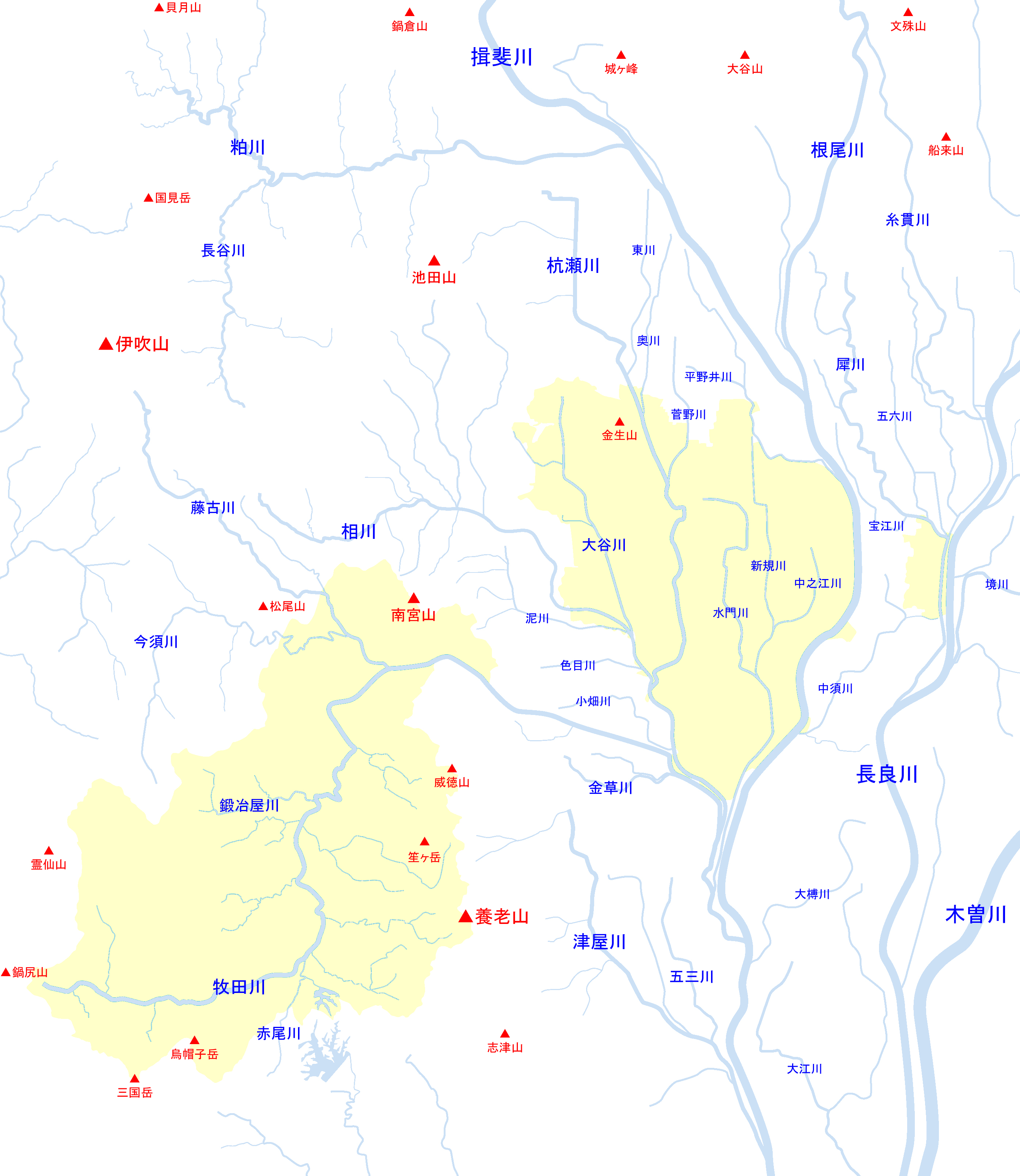
大垣市周辺河川の位置関係図

藤古川（ふじこがわ）は、木曽川水系の一級河川。滋賀県米原市、岐阜県不破郡関ケ原町・大垣市を流れる。牧田川・揖斐川を経て伊勢湾に至る木曽川の3次支川。

## 地理
滋賀県米原市の伊吹山南斜面が水源。ほどなく岐阜県関ケ原町に入り、不破関付近を流れ、大垣市上石津町牧田で牧田川と合流する。

## 歴史

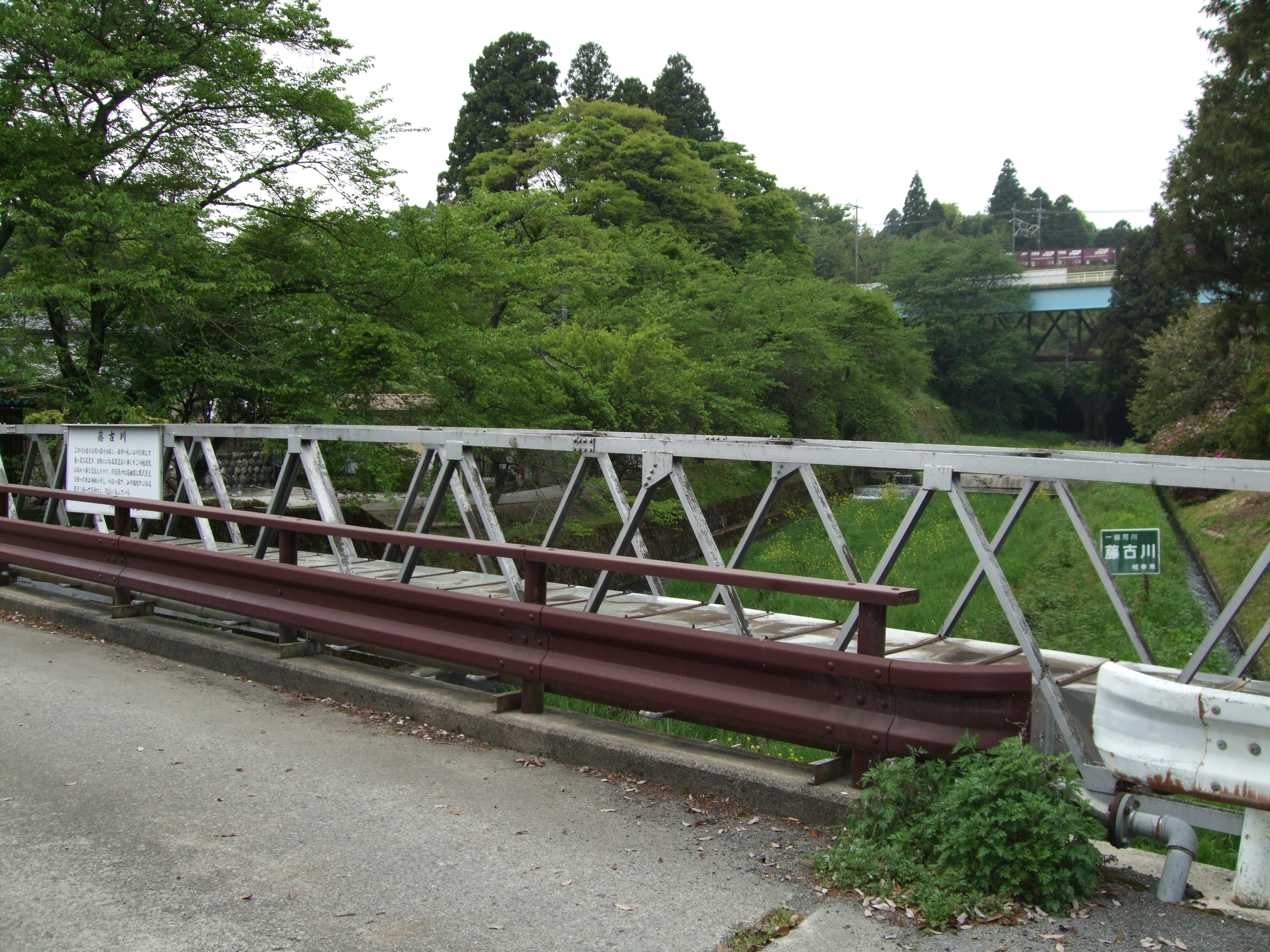
旧中山道より上流を撮影

672年、大友皇子（弘文天皇）と大海人皇子（天武天皇）が関ヶ原で戦った壬申の乱では、藤古川をはさんで両軍が対峙したと言われている。
また、かつては「関の藤川」と呼ばれ、『古今和歌集』などさまざまな和歌集にその名が登場している。

## 藤古川のホタル
毎年6月中旬に関ケ原町の名神高速道路や東海道新幹線ガード付近、不破関跡付近でホタルが鑑賞できる。かつては藤古川ホタルまつりが開かれていた。

## 主な支流
一級河川のみ記載。
- 今須川

## 主な橋
- 荻原橋・藤古川橋（滋賀県道229号百済寺甲上岸本線）
- 藤古橋（名神高速道路）
- 藤古川橋（国道365号）